# Денієль Пренн
Денієль Пренн (англ. Daniel Prenn; 7 вересня 1904 — 3 вересня 1991) — колишній британський тенісист.
Найвищу одиночну позицію світового рейтингу — 6 місце досяг 1932 (за даними А. Волліса Маєрса), парну — 7 місце — 1934 року.
Здобув 10 одиночних титулів.
Найвищим досягненням на турнірах Великого шолома були фінали в змішаному парному розряді.
Завершив кар'єру 1939 року.

## Фінали турнірів Великого шолома

### Мікст: (1 поразка)
| Результат | Рік  | Турнір               | Покриття | Партнер                    | Суперники                   | Рахунок  |
| --------- | ---- | -------------------- | -------- | -------------------------- | --------------------------- | -------- |
| Поразка   | 1930 | Вімблдонський турнір | Трава    | Гільде Кравінкель-Сперлінг | Джек Кроуфорд Елізабет Раян | 6–1, 6–3 |